# Kutchubaea neblinensis
Kutchubaea neblinensis är en måreväxtart som beskrevs av Julian Alfred Steyermark. Kutchubaea neblinensis ingår i släktet Kutchubaea och familjen måreväxter. Inga underarter finns listade i Catalogue of Life.